# Carl Schietzel
Carl Schietzel (* 2. Februar 1908 in Hamburg; † 15. Februar 1995 ebenda) war ein deutscher Pädagoge.

## Leben und Wirken
Carl Schietzel wurde in Hamburg-Eimsbüttel geboren. In seiner Geburtsstadt besuchte er eine Aufbauschule. Ab 1926 besuchte er die Universität Hamburg und absolvierte die 1926/27 erstmal dort eingerichtete Ausbildung für Volksschullehrer. Nach Abschluss des Studiums lehrte er ab 1929 an der Versuchsschule Breitenfelder Straße in Eppendorf. Anschließend wechselte er an die Versuchsschule Telemannstraße 10. Diese Schule in Eimsbüttel arbeitete sehr erfolgreich nach dem Prinzip einer Arbeitsschule, die von Eltern und Lehrkräften gemeinsam unterhalten wurde.
Im Sommer 1933 entließen die Nationalsozialisten Carl Schietzel für kurze Zeit aus politischen Gründen. Der Pädagoge kehrte an die Schule zurück und arbeitete weiter an einem Konzept, das fachübergreifenden und themenorientierten Unterricht zur Naturkunde anbieten sollte. Neben der Lehrtätigkeit belegte er Oberseminare an der Universität Hamburg bei Wilhelm Flitner. 1938 promovierte Schietzel dort mit einer Schrift über Das volkstümliche Denken und der naturkundliche Unterricht in der Volksschule. Das Werk wurde 1948 neu aufgelegt. Dies kann als Anzeichen für Schietzels Bestrebungen gesehen werden, reformpädagogische Ansätze auch nach Ende des Zweiten Weltkriegs weiterzuverfolgen.
Während des Zweiten Weltkriegs verbrachte Schietzel einige Zeit in Kriegsgefangenschaft, aus der er im April 1945 entlassen wurde. Anschließend arbeitete er kurzzeitig am Seminar für Erziehungswissenschaften der Hamburger Universität. Ab Januar 1946 leitete Schietzel die Volksschule Frohmestraße. Er arbeitete viele Jahre eng mit Ernst Matthewes, Landesschulrat nach 1945, sowie Schulrat Kurt Zeidler zusammen. Mit beiden verband ihn eine persönliche Freundschaft. Der Pädagoge forderte wiederholt, eine sechsjährige Grundschule einzuführen, was 1949 auch erfolgte. 1949 schrieb er über Die Neuordnung des Hamburger Schulwesens. In dem von der Schulbehörde veröffentlichten Werk stellte er dar, wie die Jahrgangsstufen fünf und sechs neu gestaltet werden könnten.
Im Februar 1948 ging Schietzel als Lehrkraft an die Hamburger Universität. Hier leitete er die Lehrerausbildung und erhielt 1964 eine Professorenstelle am Pädagogischen Institut. Während dieser Zeit engagierte er sich für die Volksschule. Er forderte, die Grenzen zwischen verschiedenen Schulfächern zu beseitigen und Lehrer verstärkt als Klassenlehrer einzusetzen. Er wollte Schüler derart erziehen, dass sie vorbereitet waren „für die Anforderungen einer Welt, in der sie mitverantwortlich leben werden“. Seine Dienstzeit endete 1970.
Carl Schietzel war seit 1931 verheiratet mit Thyra Elisabeth Möller. Das Ehepaar hatte die Söhne Kurt (geb. 1933) und Wolfgang (geb. 1937).

## Werke
Carl Schietzel gründete 1949 die Fachzeitschrift Westermanns pädagogische Beiträge mit, die er bis 1975 mit herausgab und für die er auch als Autor tätig war. In den Büchern Wege in die Welt (1953) und Technik, Natur und exakte Wissenschaft (1968) beschrieb er eine neue Form des fächerübergreifenden Unterrichts bei naturkundlichen Themengebieten. Er verwendete dafür den Begriff der „Sachkunde“, der auf ihn zurückzuführen ist. 1978 schrieb Schietzel das autobiografische Werk Schulbeispiele, dem zu entnehmen ist, dass der Pädagoge lebenslang die Prinzipien der Reformpädagogik verfolgte.
Gemeinsam mit Otto Wommelsdorff und dem Zeichner Walter Schröder erstellte Schietzel eine Bildkarte, die Schleswig-Holstein und Hamburg zeigt. Ein Ausschnitt davon war viele Jahre im Hamburger Schulatlas für die Grundschule zu finden.